# 赤穂御崎温泉
赤穂御崎温泉（あこうみさきおんせん）は、兵庫県赤穂市（旧国播磨国）にある温泉。近年では赤穂温泉と呼ばれることが多い。名湯百選。

## 泉質
- カルシウム塩化物泉
- 放射能泉
  - 源泉温度21℃

## 温泉街
赤穂市の海岸沿い、瀬戸内海国立公園の御崎を見下ろす赤穂御崎灯台の南側斜面地に温泉街がある。直下の海辺には福浦海水浴場、伊和都比売神社、大石名残の松、畳岩(御前岩)などがある。旅館は7軒（対鴎館、銀波荘、呑海楼、寿屋別館、祥吉、鹿久居荘、かんぽの宿赤穂）存在し、各旅館とも目の前に広がる瀬戸内海の海産物を用いた料理が名物である。半数の旅館には海を臨む露天風呂がある。

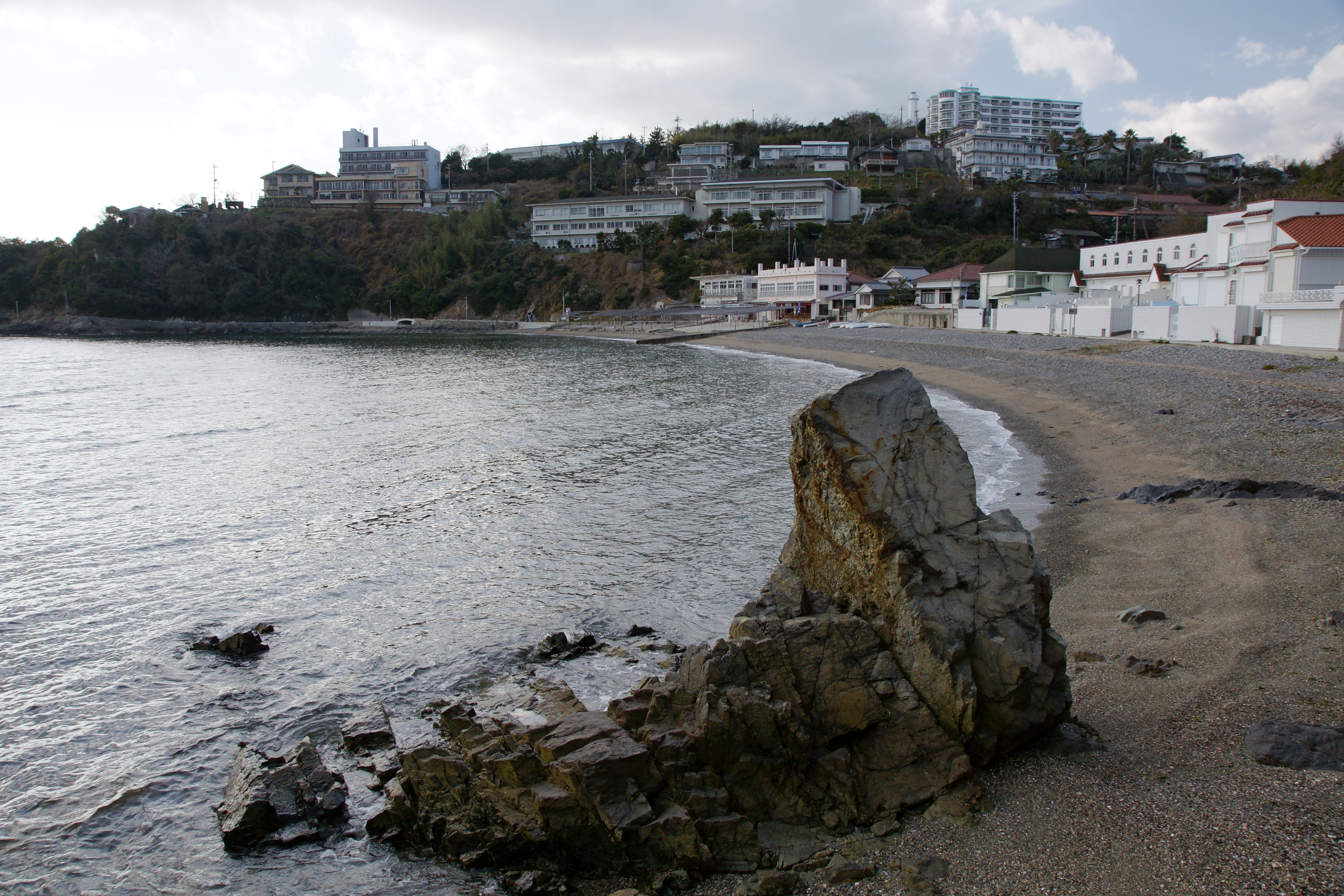
温泉街遠景、手前は福浦
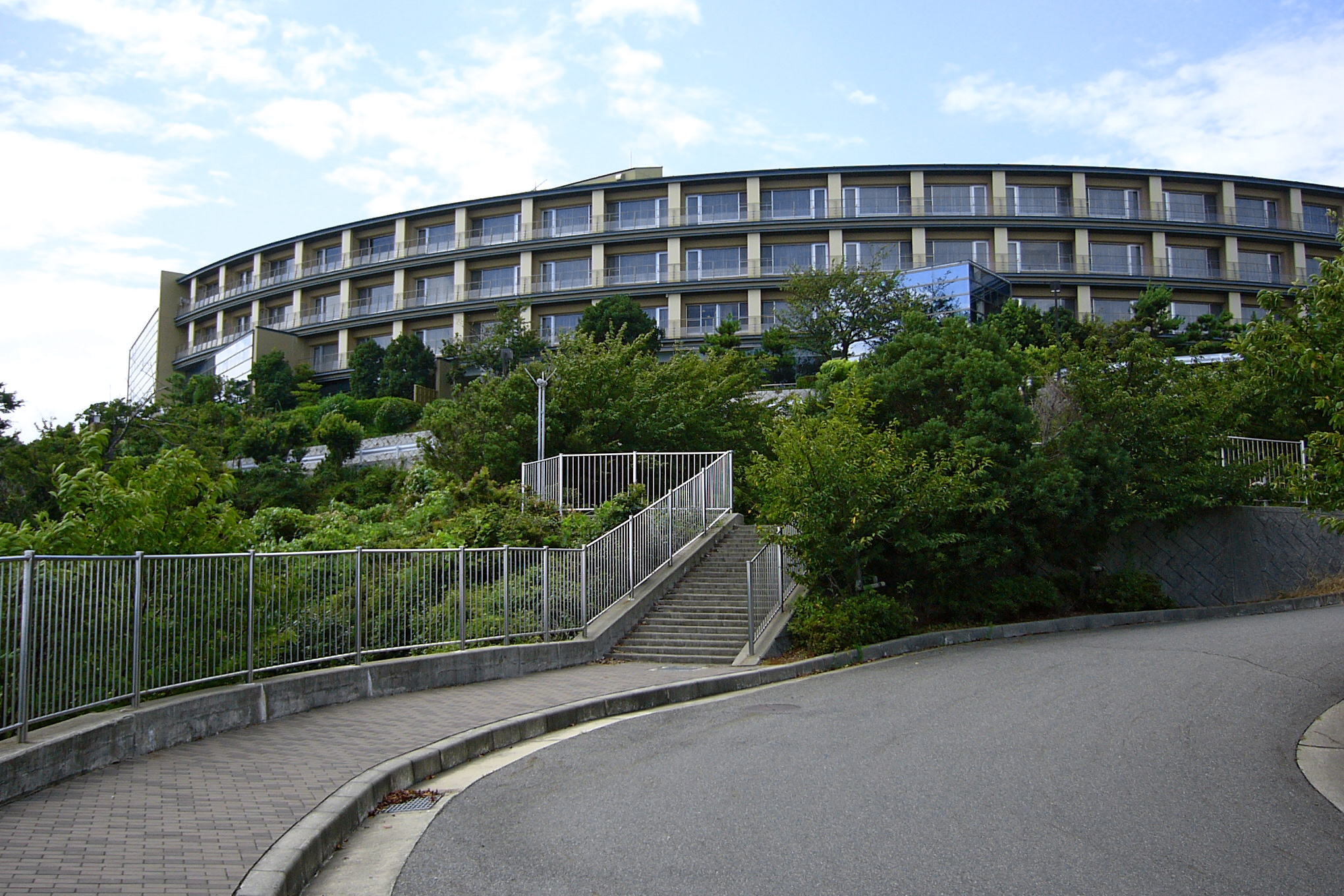
かんぽの宿赤穂
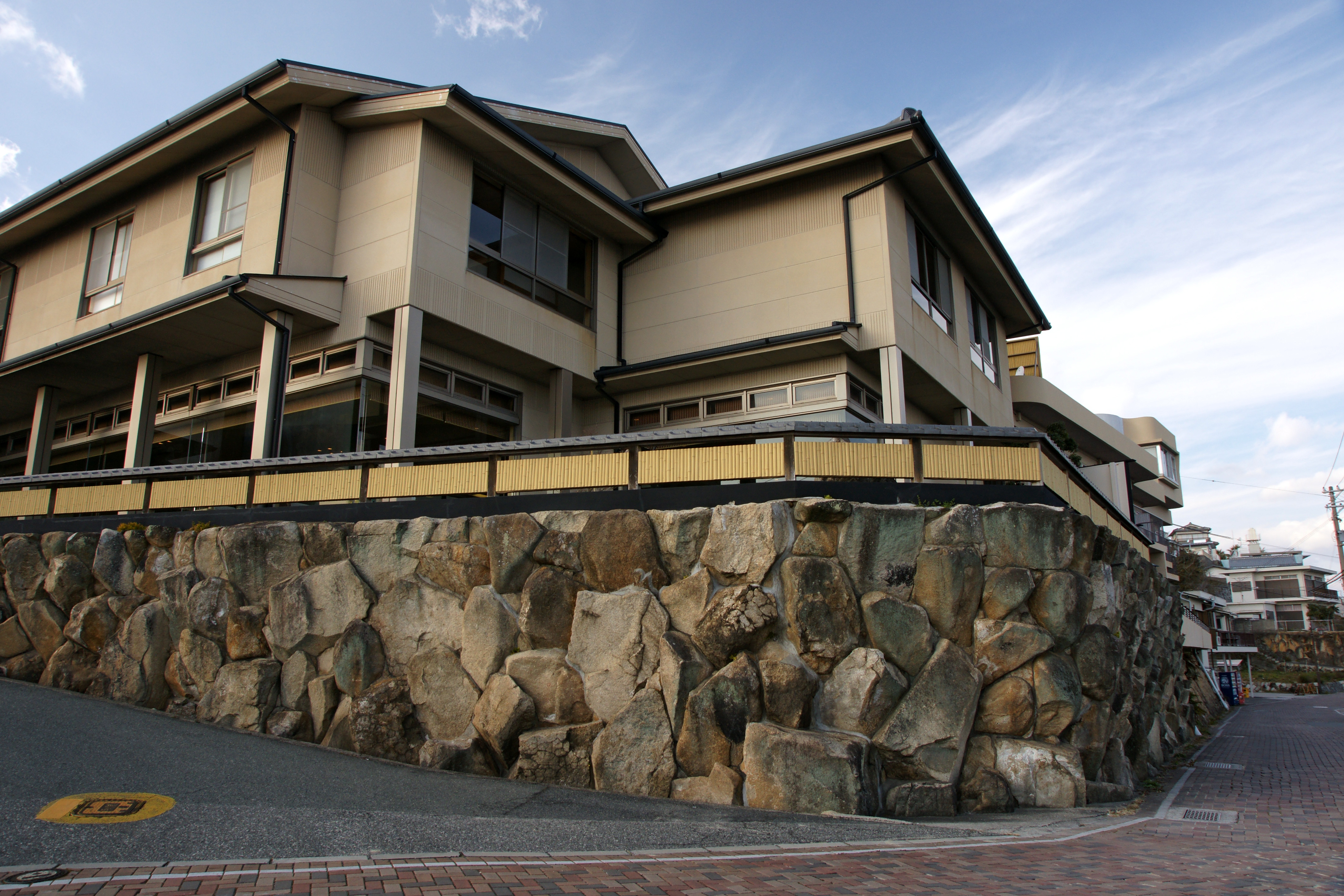
呑海楼

### 周辺情報
- 田淵氏庭園（国の名勝）
- 赤穂市立田淵記念館
- 兵庫県立赤穂海浜公園
  - 赤穂市立海洋科学館

## 歴史
開湯は1969年である。

## アクセス
- 鉄道 : 山陽本線播州赤穂駅よりバス（ウエスト神姫）で約14分。